# Milna
|  | Per a altres significats, vegeu «Milna (Rússia)». |

Milna és un municipi a l'illa de Brač (comtat de Split-Dalmàcia, Croàcia).